# Yosa
Yosa ou Yosa de Broto (pour le distinguer de Yosa de Garcipollera et Yosa de Sobremonte, situés dans la même province) est un village de la province de Huesca, situé à environ trois kilomètres à l'ouest-sud-ouest de Broto, à laquelle il est rattaché administrativement.
La première mention du village dans des sources écrites remonte à 1100. L'église romane du village est dédiée à l'apôtre Jacques le Majeur et remonte au XVIe siècle). 
Yosa a compté jusqu'à 215 habitants d'après le recensement de 1842. Il constitue brièvement une municipalité à cette époque avant d'être rattachée à Oto, puis à Broto. Il ne comptait plus que 2 habitants en 1970, qui quittent le village au cours de la décennie suivante. 